# Ação Imperial Patrianovista Brasileira
L'Ação Imperial Patrianovista Brasileira (Action Impériale Patrianoviste Brésilienne) est un mouvement néo-monarchiste et catholique fondé en 1928 dans le but de restaurer la monarchie traditionnelle. Cette restauration devait s'appuyer sur le Roi, l'Église catholique et les corporations médiévales. Pour ce mouvement, « sans croyance, ni Roi, il n'y a pas de corporatisme ». Le Patrinovisme refusait le retour à l'Empire brésilien qu'il estimait avoir trop sacrifié au libéralisme en ayant aboli dans sa Constitution les corporations d'office, les juges, greffiers et maîtres.
Il voulait imposer l'enseignement de la religion obligatoire dans les écoles publiques, les casernes, les institutions hospitalières et correctionnelles. Il militait pour le retour d'un « empereur responsable qui règne, gouverne, choisit librement ses ministres » et pour « l'organisation de l'État impérial sur la base municipale syndicaliste ». Leur syndicalisme consistait en « une organisation syndicale des classes professionnelles, des activités spirituelles et économiques comme le support de la véritable représentation nationale ».
L'organisation  corporative ne réalise pas en soi-même l'harmonie des classes. Elle est simplement l'instrument dont la force créatrice est l'esprit chrétien. Il n'y a pas de corporatisme laïque. Sans Dieu, il n'y a pas d'harmonie, il n'y a pas de discipline, car il n'y a pas d'autorité. Le syndicalisme sans Dieu est absurde (Paim Vieira, Organização profissional (corporativismo) e representação de classes, 1933 ; p. 158).
Une partie des militants de ce mouvement se fondront dans l'Ação Integralista Brasileira. Les autres rejetteront le républicanisme de l'A.I.B.